# 巴伐利亚党
巴伐利亚党（德語：Bayernpartei，缩写为BP），又译拜仁党，是德国巴伐利亚州自治主义者和地方主义者组成的政党。它成立于1946年，自诩为巴伐利亚爱国主义者，鼓吹巴伐利亚独立。它与巴伐利亚基督教社会联盟一道被看作是二战前巴伐利亚人民党的继承者。该党是欧洲自由联盟成员。

## 历史沿革
巴伐利亚党在40和50年代很兴盛，曾在1949年的大选中获20.9%的选票，并在德国联邦议院赢得17席。在1950年获得17.9%的选票和巴伐利亚州议会的39席。后来很快衰落，最后一次出现在州议会是在1962年。但是在2008年的地方选举中，该党赢得38席（主要在上巴伐利亚），包括慕尼黑市议会的1席（32年来首次）。

## 政党领袖
巴伐利亚党现任党魁是来自里根斯堡的弗洛里安·韋伯。